# Per Højholt
Per Højholt född 22 juli 1928 i Esbjerg, död 15 oktober 2004 i Silkeborg, var en dansk författare. En stor del av sitt liv var han bosatt i Hørbylunde utanför Silkeborg.
Højholt arbetade som bibliotekarie mellan åren 1951 och 1964. Därefter ägnade han sig helt åt sitt författarskap.
Højholt debuterade 1949 med diktsamlingen Hesten og Solen. Diktsamlingen Turbo är inspelad som ett av de tidigaste danska elektroniska musikverken 1968. Senare har den återutgivits tillsammans med en ny tolkning av Turbo på dubbel cd:n tilbage til TURBO.